# Verena Wolf
Verena Wolf (Bolzano, 8 febbraio 1969) è un'ex pallamanista italiana.

## Carriera

### Club
Icona della pallamano femminile, Verena Wolf nel corso della sua carriera si è laureata due volte Campione d'Italia con le maglie dell’EOS Siracusa  stagione 1999-2000 e dell’Handball Salerno stagione 2003-2004. Con le salernitane ha vinto nello stesso anno Coppa Italia e Supercoppa italiana.
Sia con le siciliane che con le campane vanta anche delle partecipazioni nella competizione europea dell'EHF Challenge Cup.
Termina la carriera all’età di trentasette anni con la maglia del Teramo per poi entrare a far parte dello staff tecnico del Brixen Sudtirol, società che la lanciò nel panorama nazionale. Con il club biancoverde tornerà un'ultima volta in campo occasionalmente all’età di quarantadue anni.

### Nazionale
Vanta numerose presenze con la maglia della Nazionale Italiana, dove per anni ha indossato la fascia di capitano.

## Palmarès
- Campionati italiani: 2

EOS Siracusa: 1999-2000
Handball Salerno: 2003-2004
- Coppa Italia: 1

Handball Salerno: 2003-2004
- Supercoppa italiana: 1

Handball Salerno: 2003-2004